# اتفاقية الحدود الصينية السوفيتية 1991

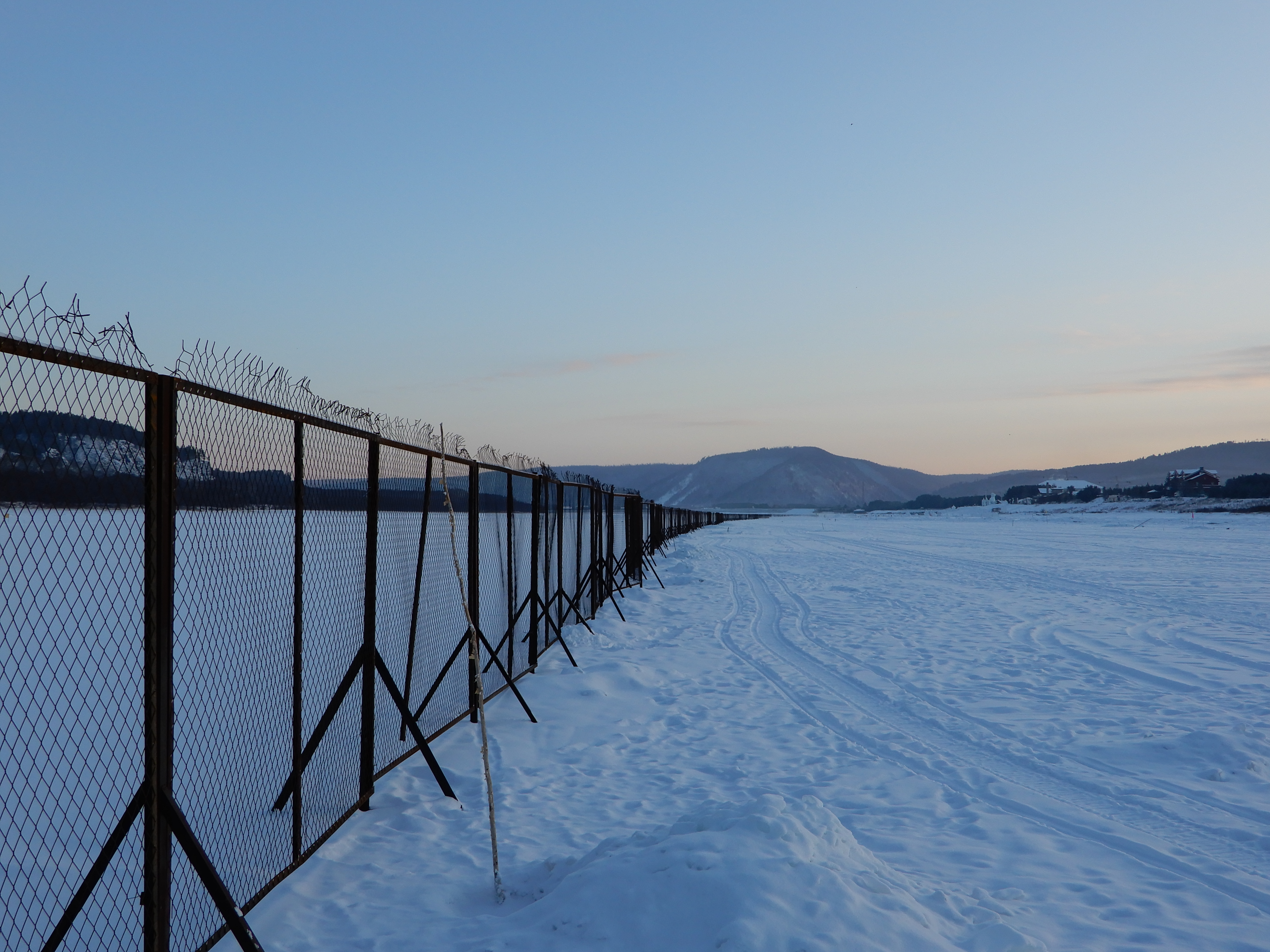
وسط هيلونغ جيانغ في شمال مدينة موخه ، تقع روسيا خلف السياج

كانت اتفاقية الحدود بين الصين والاتحاد السوفيتي 1991 معاهدة لرسم الحدود بين الصين والاتحاد السوفيتي لحل معظم النزاعات الحدودية بين الدولتين. مُضِيّت الاتفاقية في البداية من قبل الصين والاتحاد السوفيتي، واستأنفت شروط الاتفاقية من قبل روسيا بعد تفكك الاتحاد السوفيتي. نتج عن المعاهدة بعض التغييرات الإقليمية الطفيفة على طول الحدود.

## الخلفية
لطالما كانت الحدود بين الاتحاد السوفيتي والصين موضع خلاف. كانت الحدود الصينية السوفيتية إرثًا للعديد من المعاهدات بين سلالة تشينغ والإمبراطورية الروسية، فنتج عن خلاف الحدود معاهدة أيغون ومعاهدة بكين، حيث اكتسبت روسيا أكثر من مليون كيلومتر مربع (400 ألف ميل مربع) من الأراضي في منشوريا على حساب الصين، و 500 ألف كيلومتر مربع أخرى في المناطق الغربية من عدة معاهدات أخرى. لطالما اعتبر الصينيون هذه المعاهدات على أنها معاهدات غير متكافئة، وظهرت القضية جزئيًا مرة أخرى مع الانقسام الصيني السوفيتي، ومع التوترات التي أدت في النهاية إلى اشتباكات عسكرية على طول الحدود في عام 1969.
حتى مع تناقص التوترات وتبني القادة على الجانبين مواقف أكثر تصالحية، بقيت مشكلة الحدود دون حل. على الرغم من رؤيتهم للمعاهدات الحدودية السابقة على أنها غير متكافئة، كان القادة الصينيون على استعداد للتفاوض على أساس الحدود الحديثة. ترك ذلك نحو 35 ألف كيلومتر مربع من الأراضي في نزاع، مع نحو 28 ألف كيلومتر مربع في جبال بامير في طاجيكستان، و 6000 كيلومتر مربع في أماكن أخرى على طول الحدود الغربية، ونحو 1000 كيلومتر مربع على طول أنهار أرغون، وآمور، وأوسوري على الحدود الشرقية. استؤنفت المفاوضات الحدودية في النهاية في عام 1987 بمبادرة من ميخائيل غورباتشوف. توصلوا إلى اتفاق بشأن الجزء الشرقي من الحدود في 16 مايو 1991، قبل عدة أشهر من حل الاتحاد السوفيتي النهائي. ورثت روسيا معظم الحدود الصينية السوفيتية السابقة، وصادقت على الاتفاقية في فبراير 1992، بينما تفاوضت جمهوريات ما بعد الاتحاد السوفيتي الأخرى على اتفاقيات حدودية منفصلة.

## الاتفاقية
أنهت الاتفاقية إلى حد كبير حدود 4200 كم (2600 ميل) بين الاتحاد السوفيتي والصين، باستثناء عدد قليل من المناطق المتنازع عليها. ينص الاتفاق على نوايا الطرفين في حل وترسيم الحدود المتنازع عليها سلميًا، ويحدد نقاط الخلاف المختلفة، ويحدد الحدود على أنها تمر عبر مركز القناة الرئيسية لأي نهر، على أساس مبدأ التالوك. حُدد موقع القناة الرئيسية وامتلاك الجزر المختلفة مع عملية رسم الحدود. تنص العديد من المواد الأخرى على الحقوق العسكرية والاستخدام وحركة المرور على طول حدود النهر. استُبعدت منطقتين، هيكسيازي وجزيرة أباغايتو، من الاتفاقية، ولم يُحل وضعهما حتى عام 2004. وفقًا لتقديرات بوريس تكاتشينكو، المؤرخ الروسي، أدت المعاهدة إلى مكاسب إقليمية صافية للصين، والتي تلقت حوالي 720 كيلومترًا مربعًا، بما في ذلك حوالي سبعمائة جزيرة.
نظرًا لأن الجزر الموجودة على أنهار أرغون، وآمور، وأوسوري غالبًا ما تقسم الأنهار إلى تيارات متعددة، فإن موقع التيار الرئيسي (وبالتالي الحدود) لم يكن واضحًا على الفور. من الواضح أن كل دولة ستستقبل عددًا أكبر من الجزر إذا كانت القناة الرئيسية المعترف بها أقرب إلى الضفة المقابلة. وبالتالي، كان عمل ترسيم الحدود في كثير من الأحيان مثيرًا للجدل وخاضعًا للاحتجاجات المحلية على المناطق المتنازع عليها. استمرت أعمال ترسيم الحدود حتى الموعد النهائي لعام 1997.